# Forlaget Pressto
Forlaget Pressto ApS er et mindre dansk forlag, der startede sin virksomhed i 1995. Det blev etableret som anpartsselskab i 2012. I 2021 havde det en omsætning på 2,7 mio. kr. og et overskud på 0,6 mio. kr. Det har sæde i Store Kirkestræde, København. 
Selskabet var oprindeligt ejet helt af Bjarke Larsen, men i 2020 fik Eva Zelander en ejerandel.

## Udgivelsesprofil
Pressto udgiver bøger inden for det psykiatriske område (ADHD, Asperger, Borderline), politik og samfund samt visse andre områder. Forlagets fag- og debatbøger har ofte en historisk vinkel. Det har også blandt andet udgivet flere bøger af Ross W. Greene og Michelle Winner i oversættelse. Af John Lohff har forlaget udgivet "Håndplukket - at headhunte og fastholde de bedste topledere".
I 2008 udgav forlaget Sherry Jones' "Medinas juvel", en roman om Muhammeds yndlingshustru Aisha, som på forhånd var internationalt omtalt og kontroversiel på grund af emnet. Pressto udgav i 2020 Ruud Koopmans' "Islams forfaldne hus. De religiøse årsager til ufrihed, stagnation og vold", der var genstand for diskussion blandt danske politikere.
I en helt anden boldgade har forlaget også udgivet det traditionsrige sønderjyske satiriske skrift Æ Rummelpot.
- Benny Engelbrecht, De politiske håndværkere[11]
- Gazmend Kapllani, En lille Grænsedagbog
- Katrine Marçal, Det eneste køn